# La Chapelle-Montmoreau
La Chapelle-Montmoreau är en kommun i departementet Dordogne i regionen Nouvelle-Aquitaine i sydvästra Frankrike. Kommunen ligger i kantonen Champagnac-de-Belair som tillhör arrondissementet Nontron. År 2022 hade La Chapelle-Montmoreau 75 invånare.

## Befolkningsutveckling
Antalet invånare i kommunen La Chapelle-Montmoreau
Referens:INSEE